# Labastide-Villefranche
Labastide-Villefranche ist eine französische Gemeinde mit 332 Einwohnern (Stand 1. Januar 2022) im Département Pyrénées-Atlantiques in der Region Nouvelle-Aquitaine (vor 2016: Aquitanien). Die Gemeinde gehört zum Arrondissement Oloron-Sainte-Marie (bis 2016: Arrondissement Pau) und zum Kanton Orthez et Terres des Gaves et du Sel (bis 2015: Kanton Salies-de-Béarn).
Der Name in der gascognischen Sprache lautet La Bastida Vielafranca. Die Bewohner werden Labastidois oder Labastidoises genannt.

## Geographie
Labastide-Villefranche liegt ca. 55 km nordwestlich von Oloron-Sainte-Marie im Landstrich Lauhire der historischen Provinz Béarn an der Grenze zum französischen Teil des Baskenlands und am nördlichen Rand des Départements.
Umgeben wird der Ort von den Nachbargemeinden:
|                     | Saint-Pé-de-Léren                           |                           |
| Came Arancou        | Kompassrose, die auf Nachbargemeinden zeigt | Saint-Dos Auterrive Escos |
| Bergouey-Viellenave | Ilharre                                     | Abitain                   |

Labastide-Villefranche liegt im Einzugsgebiet des Flusses Adour.
Zuflüsse des Gave d’Oloron strömen durch das Gebiet der Gemeinde:
- der Ruisseau de la Pounte,
- der Ruisseau l’Entran und
- der Baniou.

Außerdem markiert der Lauhirasse, ein Nebenfluss der Bidouze, die südwestliche Grenze zur Nachbargemeinde Bergouey-Viellenave.

## Geschichte
Der Fund einer Streitaxt aus Kupfer in Labastide-Villefranche, die aus der Frühgeschichte datiert, belegt eine frühe Besiedelung.
1292 wurde die Gemeinde von Marguerite, Vicomtesse von Béarn, als Bastide auf einem Gebiet mit mehreren Seen und Sumpfgelände gegründet. Es war als Antwort auf die kurz vorher errichteten Verteidigungsanlagen der vom Königreich England beherrschten Gascogne, um die Bearner Hauptstadt Orthez zu schützen. Zu diesem Zweck wurde auch ein Wachturm zur Übermittlung von optischen Signalen gebaut. Vierzig Jahre nach der Gründung der Bastide veranlasste Gaston Fébus, Vicomte von Béarn, zur Verstärkung die Umwandlung des Turms in einen Donjon und den Bau einer angrenzenden Burg. 1338 erhielten die Bewohner schließlich die Aufhebung des Lehensverhältnisses. Bei der Volkszählung im Béarn im Jahr 1385 wurden in Labastide-Villefranche 23 Haushalte verzeichnet, das zusammen mit Mu (heute ein Ortsteil von Castagnède) eine Bailliage gebildet hatte, die bis Saint-Dos, By und le Leu (die beiden letzteren sind heute Ortsteile von Oraàs) reichte. Labastide-Villefranche war überdies Hauptsitz eines Notariats, dessen Verantwortungsbereich auch Saint-Dos, Castagnède und Carresse-Cassaber umfasste. 1392 wurde ein Markt zum Verkauf von Vieh und Getreide aus dem Umland gegründet.
1523 zerstörten Truppen Karls V., als Carlos I. König von Spanien, die Burg und verwüsteten die Bastide. Die Hugenottenkriege gingen an Labastide-Villefranche auch nicht spurlos vorüber, nicht zuletzt weil sie eine der ersten Gemeinden war, die sich zum Protestantismus bekannten. Die Gemeinde behielt eine gewisse Bedeutung bis zur Französischen Revolution, an deren Beginn sie Hauptsitz eines Kantons wurde.
Toponyme und Erwähnungen von Labastide-Villefranche waren:
- Bielefranque (gegen 1360, Urkunden von Came),
- Vielefranque (1375, Verträge des Notars Luntz),
- Sent Saubador de Bielefranque und Bielefranqua (1442 bzw. 1472, Notare von Labastide-Villefranche),
- La Bastide de Vielefranca (1538, Manuskriptsammlung des 16. bis 18. Jahrhunderts),
- La Bastide de Béarn (1750, Karte von Cassini),
- Labastide (1793, Notice Communale),
- La Bastide (1801, Bulletin des lois) und
- La Bastide-Villefranche (1863, Dictionnaire topographique Béarn-Pays basque).[5][6][7]

### Einwohnerentwicklung

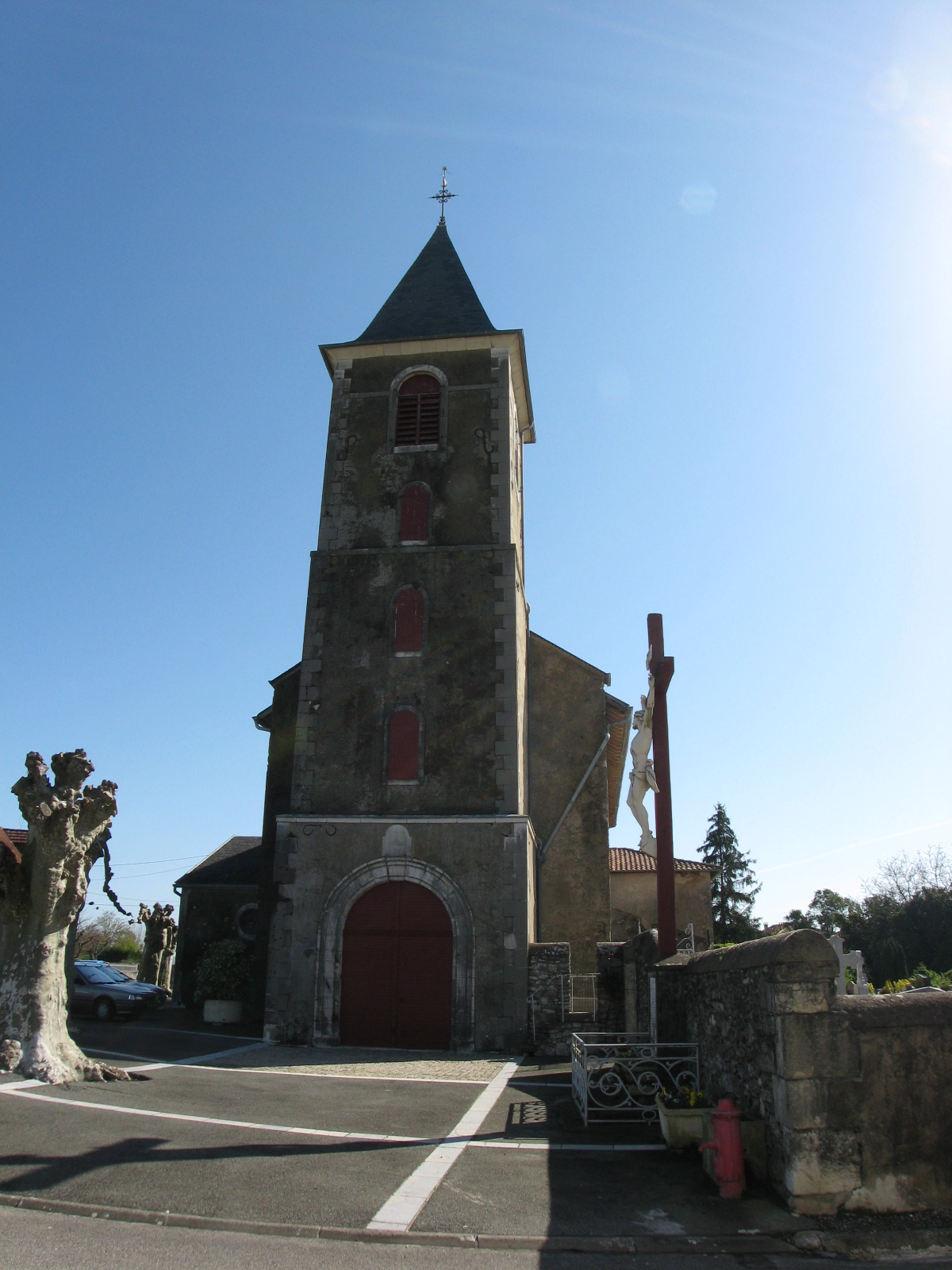
Pfarrkirche de l’Ascension-Saint-Sauveur von Labastide-Villefranche

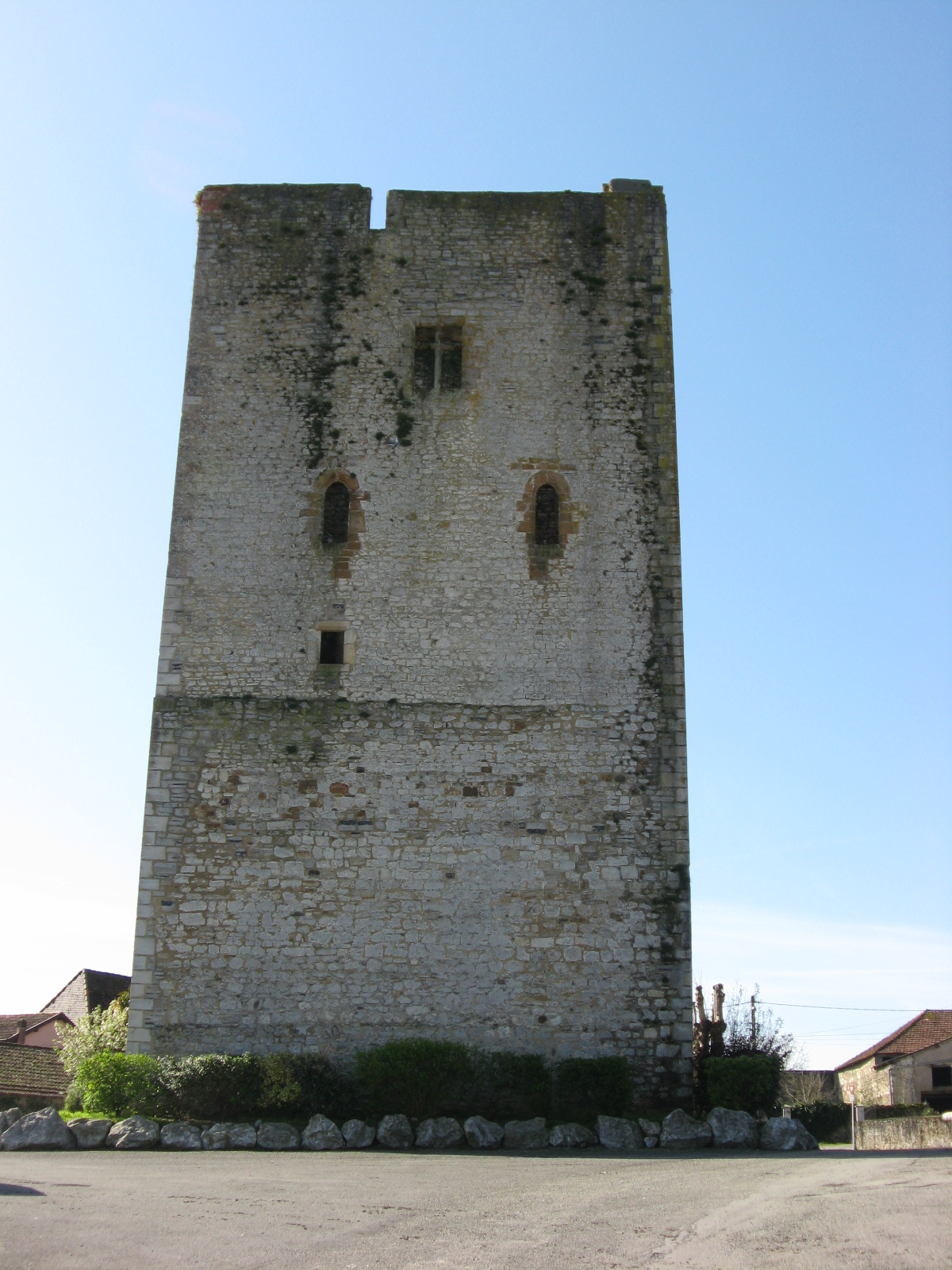
Turm von Labastide-Villefranche

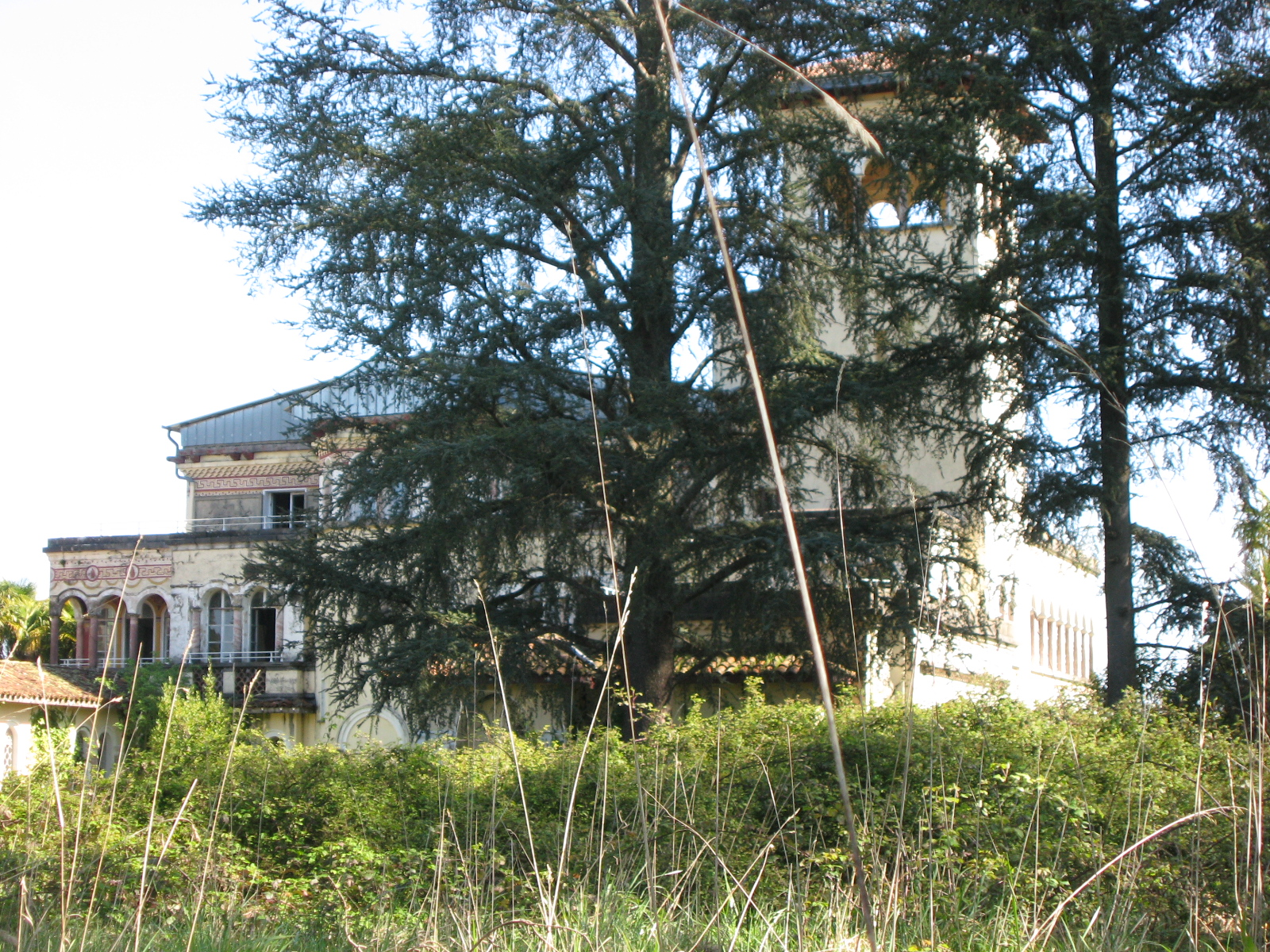
Schloss Bijou

Nach ersten Höchstständen der Einwohnerzahl von über 900 in der ersten Hälfte des 19. Jahrhunderts ist die Zahl bis zu den 1990er Jahren auf unter 300 gesunken. Seitdem ist ein moderates Wachstum der Gemeinde zu verzeichnen.
| Jahr      | 1962 | 1968 | 1975 | 1982 | 1990 | 1999 | 2006 | 2009 | 2022 |
| --------- | ---- | ---- | ---- | ---- | ---- | ---- | ---- | ---- | ---- |
| Einwohner | 412  | 378  | 364  | 332  | 284  | 292  | 316  | 331  | 332  |

## Sehenswürdigkeiten
- Pfarrkirche, gewidmet Christi Himmelfahrt. Eine Bogenscharte und Spuren einer zugemauerten gotischen Tür an der südlichen Wand des Langhauses bezeugen die Ursprünge der Kirche am Ende des Mittelalters. Wie zahlreiche andere Kirchen wurde auch diese im Jahre 1793 während der Französischen Revolution für eine kurze Zeit in einen sogenannten Tempel der Vernunft umgewandelt. 1795 konnten im Gotteshaus bereits wieder katholische Messen gelesen werden. 1851 wurde der Glockenturm über dem Eingangsvorbau neu gebaut und die nördliche Seitenkapelle errichtet, 1862 wurden Arbeiten an der Restaurierung der Wände und des Gewölbes vorgenommen. Zwischen 1865 und 1875 wurde die Kirche mit Bleiglasfenstern ausgestattet, Arbeiten des Glasmalers Gustave Pierre Dagrant aus Bayonne. 1902 wurden erneut Restaurierungen durchgeführt: Ausbesserung des Daches und des Dachstuhls, Erhöhung der Wände des Langhauses, Vergrößerung der Kapelle, Restaurierung des Gewölbes und Ausbrechen der Wände für zusätzliche Fenster.[10][11]

- Ehemalige Kapelle von Ordios. Der Ortsteil Ordios liegt abseits vom Zentrum im nördlichen Teil des Gemeindegebiets von Labastide-Villefranche. Die Pilgerherberge von Ordios war eine Etappe auf dem Abschnitt von Bordeaux nach Ostabat des Jakobswegs nach Santiago de Compostela. Peter (III.) von Gabarret, Vicomte von Béarn, schenkte das Land der Kirche im Jahre 1151, um eine Pilgerherberge, ein Kloster und eine Kapelle zu errichten. Protestantische Truppen unter Gabriel de Lorges, Graf von Montgomery, setzten 1569 das Dorf während der Hugenottenkriege in Brand. 1739 empfingen die Pilgerherberge und die Kapelle immer noch Pilger, aber in der Französischen Revolution wurde die Kapelle als nationales Gut verkauft und in einen Stall umgewandelt. Zu diesem Zweck wurde die romanische Apsis abgerissen und durch eine gerade Wand ersetzt. Die Reste der Kapelle sind das einzige, was heute von der Pilgerherberge übrig geblieben ist. Ein Glockengiebel verlängerte in früheren Jahrhunderten ihre Westfassade. Die Treppe an der nordöstlichen Ecke erlaubte sicherlich den Zugang zu einem Nebengebäude. Die nördliche und südliche Fassade ist mit einem Gewölbe versehenen Durchgang unterbrochen, der im ursprünglichen Bau nicht vorhanden war. Die östliche Fassade ist mit Steinen der ehemaligen, halbrunden Apsis versehen worden. Von den ursprünglichen Verzierungen haben zwei Kapitelle mit Skulpturen von Tieren und Persönlichkeiten die Zeiten überdauert.[12][13]

- Turm. In den Urkunden des ausgehenden Mittelalters ist der Turm als la Bastide de Béarn eingetragen. Er ist zur Hälfte aus Kalkstein, zur anderen Hälfte aus Granit gebaut und besaß umlaufende Maschikuli, an der Außenmauer zwischen zwei Konsolen ausgesparte Wurf- oder Gussöffnungen. Das Innere ist durch zahlreiche Maueröffnungen beleuchtet. Im Erdgeschoss befand sich der fensterlose Kerker, die erste Etage wurde durch Bogenscharten geschützt. Erst in den oberen Etagen sind Öffnungen für Fenster in die Wände gebrochen, die erst zu einer späteren Zeit, im 15. Jahrhundert, eingebaut wurden, was gleichzeitig mit einer Erhöhung der Befestigungsanlage auf fünf Etagen zu dieser Zeit durchgeführt wurde. Neben dem Turm befand sich eine Burg, die mit dem Turm an seiner Südseite über eine Zugbrücke verbunden war. Von der mittelalterlichen Stadtbefestigung, die sich an den Turm anschloss, und der Burg ist seit der Zerstörung durch spanische Truppen Karls V. im Jahre 1523 nur der Turm übrig geblieben. Die Überreste der zerstörten Burg sind unter Ludwig XIII. zum Bau einer protestantischen Kirche verwendet worden. 1853 schlug ein Blitz in den Turm ein und beschädigte ihn. Der Turm ist heute noch ein imposantes Bauwerk mit 10 m Breite und rund 30 m Höhe und einer Mauerdicke von 1,60 m.[14][15]

- Schloss Bijou. Das 1763 errichtete Landgut wurde von 1913 bis 1924 vollständig umgebaut. Zum Schloss gehört u. a. auch ein Park mit einer Anlagestelle am See, ein romanisches Kloster aus dem 12. Jahrhundert, eine neugotische Kapelle, ein Gemüsegarten und Pflanzgärten. Für den Bau von Nebengebäuden, einer Orangerie und Gewächshäusern musste eigens die damalige Nationalstraße verlegt werden. Nach dem Zweiten Weltkrieg nahm eine zunehmende Verwahrlosung ihren Anfang, deren Tiefpunkt ein Brand im Jahre 2000 setzte. Der Besitz wechselte anschließend von einer Versicherungsgesellschaft zu einem privaten Investor, der Schloss und Park restaurieren lässt.[2][16][17]

## Wirtschaft und Infrastruktur

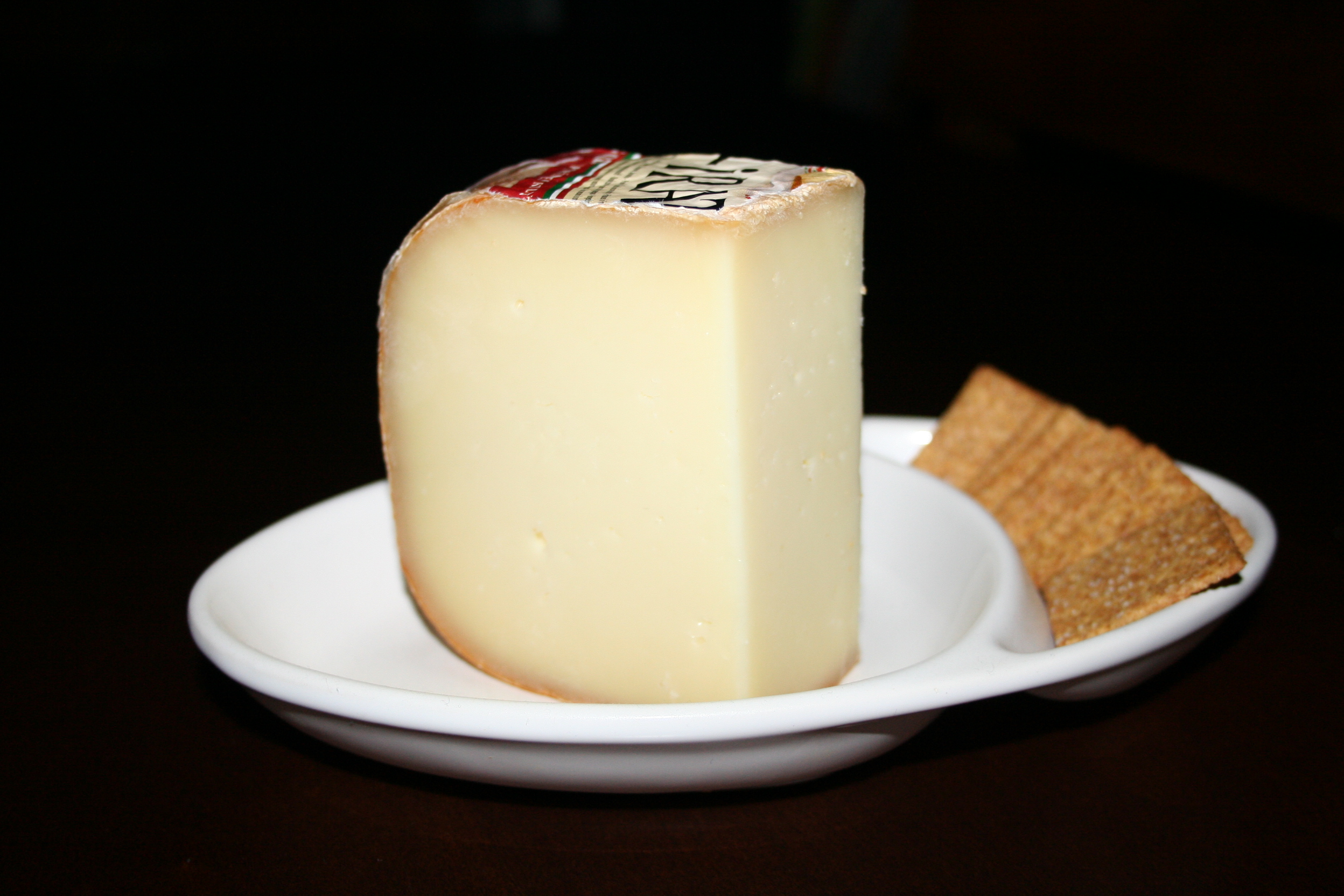
Ossau-Iraty

Landwirtschaft, Dienstleistungen und Tourismus sind wichtige Wirtschaftsfaktoren der Gemeinde. Labastide-Villefranche liegt in den Zonen AOC des Ossau-Iraty, eines traditionell hergestellten Schnittkäses aus Schafmilch, sowie der Schweinerasse und des Schinkens „Kintoa“.

### Bildung
Die Gemeinde verfügt über eine öffentliche Vorschule.

### Sport und Freizeit
Die beiden zentrumsnahen Seen Lac de Labourdadé und Lac de la Pounte laden zum Fischen (u. a. Zander, Hecht, Flussbarsch, Forellenbarsch) und Picknicken ein.

### Verkehr
Labastide-Villefranche ist erreichbar über die Routes départementales 29, 277, 656 und 936 (ehemalige Route nationale 636).